# 小倉トースト

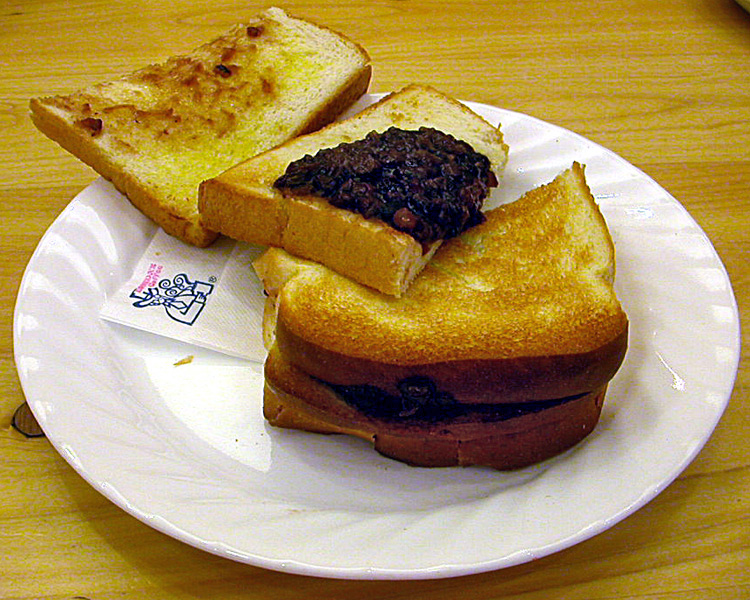
小倉トースト

小倉トースト（おぐらトースト）とは、愛知県の喫茶店で供されている軽食の一種。いわゆる名古屋めしの一つ。

## 概要
厚めにスライスした食パンをトーストした後に、マーガリンまたはバターを塗って小倉餡を乗せたもの。食パンに小倉餡を乗せた形で供されることが多いが、サンドイッチのように食パンで餡を挟んだもの（小倉サンド）や、パンと小倉餡を別々にして客が好きな分だけ餡を乗せられるようにしたものがある。先に食パンに餡を挟み油で揚げたものもある。単に「あんトースト」と呼ばれる事もあるが、その場合にも潰し餡や漉し餡が使用されていることは非常に少ない。
発祥はかつて名古屋市の栄地区に存在した「満つ葉」という喫茶店とされる。1921年（大正10年）頃に当時のハイカラブームに乗ってバタートーストをメニューに加えたところ、客の学生たちがトーストをぜんざいに浸して食べるようになり、それを見た店主が最初からトーストに餡を乗せた小倉トーストを考案。これが愛知県各地に広まっていった。

## 類似食品
小倉トーストにヒントを得て、松永製菓で1966年に開発された「しるこサンド」はロングセラーになっている。
類似の食品として、愛知県に本社のある敷島製パンから、小倉餡とマーガリンを組み合わせた菓子パン「サンドロール 小倉&ネオマーガリン」が販売されており、地元を中心に人気を集めている。北陸地方へも流通している。通称は「小倉マーガリン」。他地域でも知られていないわけではなく、たとえば東京都福生市を舞台としている吉田秋生の漫画作品『河よりも長くゆるやかに』では同種の調理パンが「あんバタ」として登場している。

## 愛知県外での販売
地元企業であるサークルKサンクスで、不定期ながら全国的に販売している。
また、コメダ珈琲店や支留比亜珈琲店などの全国展開をしている名古屋市発祥の飲食店などでも供されている。
他にも、すかいらーく系列のガストではモーニングで小倉トーストセットが提供されているが、バターではなくマスカルポーネクリームが提供されている。

## メディアへの露出
北海道テレビ放送の番組『水曜どうでしょう』の一企画「対決列島」で紹介されている。理由はチーフディレクターの藤村忠寿の実家が名古屋市中区の喫茶店であるため（但し、撮影当時同店のメニューには「小倉トースト」はなく、撮影用に特別に作ってもらったものである）。後に同番組のイベント『水曜どうでしょう祭』でも出店している。